# David Jones (ishockeyspelare)
David Jones, född 10 augusti 1984, är en kanadensisk före detta professionell ishockeyspelare (högerforward) som spelade för Colorado Avalanche, Calgary Flames och Minnesota Wild i National Hockey League (NHL).

## Spelarkarriär
Jones valdes som 288:e spelare totalt av Colorado i NHL-draften 2003. Jones spelade dock kvar i BCHL-laget Coquitlam Express tills 2004 då han skrev på för NCAA-laget Dartmouth Big Green.
Debuten i NHL kom säsongen 2007/08 och gjorde 27 matcher under sin första säsong och svarade för 6 poäng. 
Jones var en av de mest ansedda forwardsen utan kontrakt inför sommarens transfercirkus i NHL sommaren 2012 men valde dock att stanna kvar i Denver och skriva ett 4-årskontrakt med Colorado.
27 juni 2013 stod det klart att efter sex säsongen för Avalanche så har David Jones tillsammans med lagkamraten Shane O'Brien blivit trejdad till Calgary Flames i utbyte mot Alex Tanguay och Cory Sarich.
Efter nästan tre säsonger i Flames trejdades Jones den 1 mars 2016 till Minnesota Wild.

## Statistik

### Klubbkarriär
| 2000–01    | Port Coquitlam Buckaroos | PIJHL      | 40  | 18  | 11 | 29  | 33  | —  | — | — | — | — |
| 2001–02    | Coquitlam Express        | BCHL       | 59  | 19  | 32 | 51  | 62  | —  | — | — | — | — |
| 2002–03    | Coquitlam Express        | BCHL       | 35  | 9   | 19 | 28  | 55  | 7  | 2 | 6 | 8 | 8 |
| 2003–04    | Coquitlam Express        | BCHL       | 53  | 33  | 60 | 93  | 78  | 7  | 3 | 6 | 9 | 4 |
| 2004–05    | Dartmouth Big Green      | ECAC       | 34  | 9   | 5  | 14  | 26  | —  | — | — | — | — |
| 2005-06    | Dartmouth Big Green      | ECAC       | 33  | 17  | 17 | 34  | 38  | —  | — | — | — | — |
| 2006-07    | Dartmouth Big Green      | ECAC       | 33  | 18  | 26 | 44  | 22  | —  | — | — | — | — |
| 2007–08    | Lake Erie Monsters       | AHL        | 45  | 14  | 16 | 30  | 16  | —  | — | — | — | - |
| 2007–08    | Colorado Avalanche       | NHL        | 27  | 2   | 4  | 6   | 8   | 10 | 0 | 1 | 1 | 6 |
| 2008–09    | Colorado Avalanche       | NHL        | 40  | 8   | 5  | 13  | 8   | —  | — | — | — | — |
| 2009–10    | Colorado Avalanche       | NHL        | 23  | 10  | 6  | 16  | 2   | —  | — | — | — | — |
| 2010–11    | Colorado Avalanche       | NHL        | 77  | 27  | 18 | 45  | 28  | —  | — | — | — | — |
| 2011–12    | Colorado Avalanche       | NHL        | 72  | 20  | 17 | 37  | 32  | —  | — | — | — | — |
| 2012–13    | Colorado Avalanche       | NHL        | 33  | 3   | 6  | 9   | 6   | —  | — | — | — | — |
| 2013–14    | Calgary Flames           | NHL        | 48  | 9   | 8  | 17  | 10  | —  | — | — | — | — |
| 2014–15    | Calgary Flames           | NHL        | 67  | 14  | 16 | 30  | 18  | 11 | 2 | 3 | 5 | 2 |
| 2015–16    | Calgary Flames           | NHL        | 59  | 9   | 6  | 15  | 10  | —  | — | — | — | — |
| 2015–16    | Minnesota Wild           | NHL        | 16  | 2   | 1  | 3   | 0   | 6  | 0 | 1 | 1 | 0 |
| NHL totalt | NHL totalt               | NHL totalt | 462 | 104 | 87 | 191 | 122 | 27 | 2 | 5 | 7 | 8 |